# La Rabia
La Rabia es una localidad del municipio de Comillas (Cantabria, España). En el año 2013 contaba con una población de 14 habitantes (INE). 
La localidad está ubicada a 10 metros de altitud sobre el nivel del mar y a 2 kilómetros de la capital municipal. Destaca su patrimonio natural, con la ría de La Rabia, desembocadura de los ríos Turbio y Capitán, que conforma un ecosistema con riqueza de aves. Forma parte integrante del parque natural de Oyambre. En la margen izquierda de esta ría se encuentra la playa de la Rabia, de arena dorada fina, continuación de la playa de Oyambre.
- Datos: Q5965002
- Multimedia: La Rabia / Q5965002